# Zsuzsanna Szelényi
Dans le nom hongrois Szelényi Zsuzsanna, le nom de famille précède le prénom, mais cet article utilise l’ordre habituel en français Zsuzsanna Szelényi, où le prénom précède le nom.
 (novembre 2017).
Si vous disposez d'ouvrages ou d'articles de référence ou si vous connaissez des sites web de qualité traitant du thème abordé ici, merci de compléter l'article en donnant les références utiles à sa vérifiabilité et en les liant à la section « Notes et références ».
Zsuzsanna Szelényi, née le 6 octobre 1966 à Veszprém, est une personnalité politique hongroise, membre du parti Ensemble jusqu'à juin 2017 et députée non-inscrite à l'Assemblée hongroise. 
Membre du Fidesz, elle est députée lors de la première législature de la Hongrie post-communiste. Elle s'éloigne par la suite de Viktor Orbán et devient politologue à l'université d'Europe centrale.